# Csészés álkorallgomba
A csészés álkorallgomba vagy serleges korallgomba (Artomyces pyxidatus) a tobozgerebenfélék családjába tartozó, korhadó fatörzseken élő, nem mérgező gombafaj.

## Megjelenése
A csészés álkorallgomba termőteste 4–12 cm magas, 2–10 cm széles, hasonlít a korallgombákhoz, de elágazásai örvösek, gyertyatartószerűek. 1–5 mm vastag ágai sűrűn állók, függőlegesen felfelé törekvők, a végük csészeszerűen bemélyed, 3-6 csúccsal fogazott szélű, koronához hasonlít. Színe halvány hússzínű vagy okkersárgás.
Húsa rugalmas, színe fehéres-sárgás, sérülésre barnuló. Szaga erősen fűszeres, íze nem jellemző vagy kesernyés, hosszabb idő után égetően csípős.
Tönkszerű alja 1–3 cm hosszú, kevesebb mint 1 cm vastag, felülete finoman pelyhes, színe halványsárgás.
Spórapora fehér. Spórái ellipszis alakúak, felületük nagyon finoman ripacsos, méretük 4-5 x 2-3 µm.

### Hasonló fajok
Külsőre a merev korallgomba hasonlít rá; tőle és a többi korallgombától főleg abban különbözik, hogy közvetlenül a korhadó fatörzsekből nő ki.

## Elterjedése és termőhelye
Európában és Észak-Amerikában honos. Magyarországon ritka.
Elhalt lombos- és fenyőfák (pl. nyár, fűz, kéttűs fenyők) törzsein, ágain él, azok faanyagát bontja. Júniustól szeptemberig terem.
Elvileg ehető, csípős ízanyaga hosszabb főzés után lebomlik. Nagyobb mennyiség fogyasztása után enyhe emésztőrendszeri tüneteket okozhat.

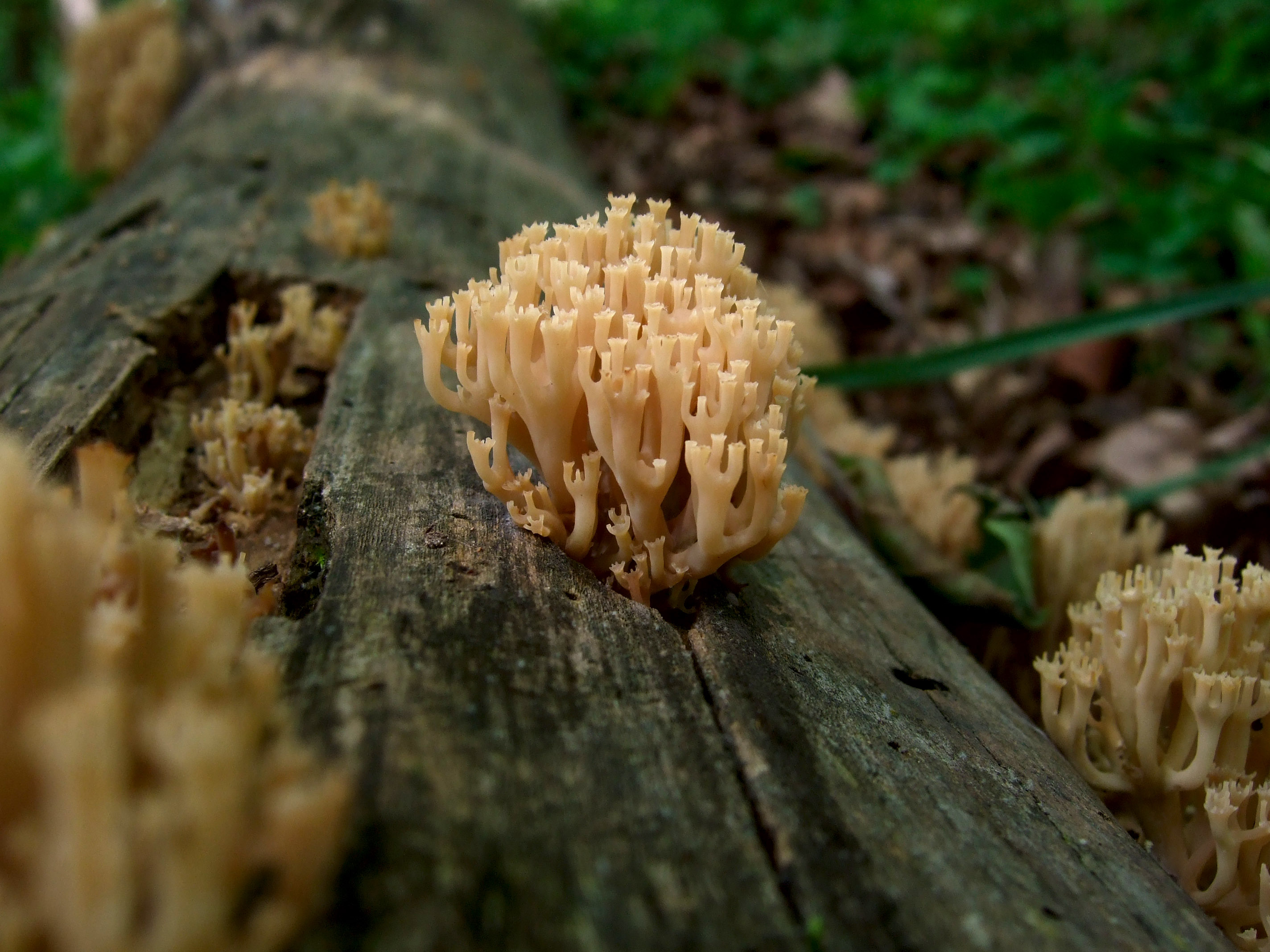
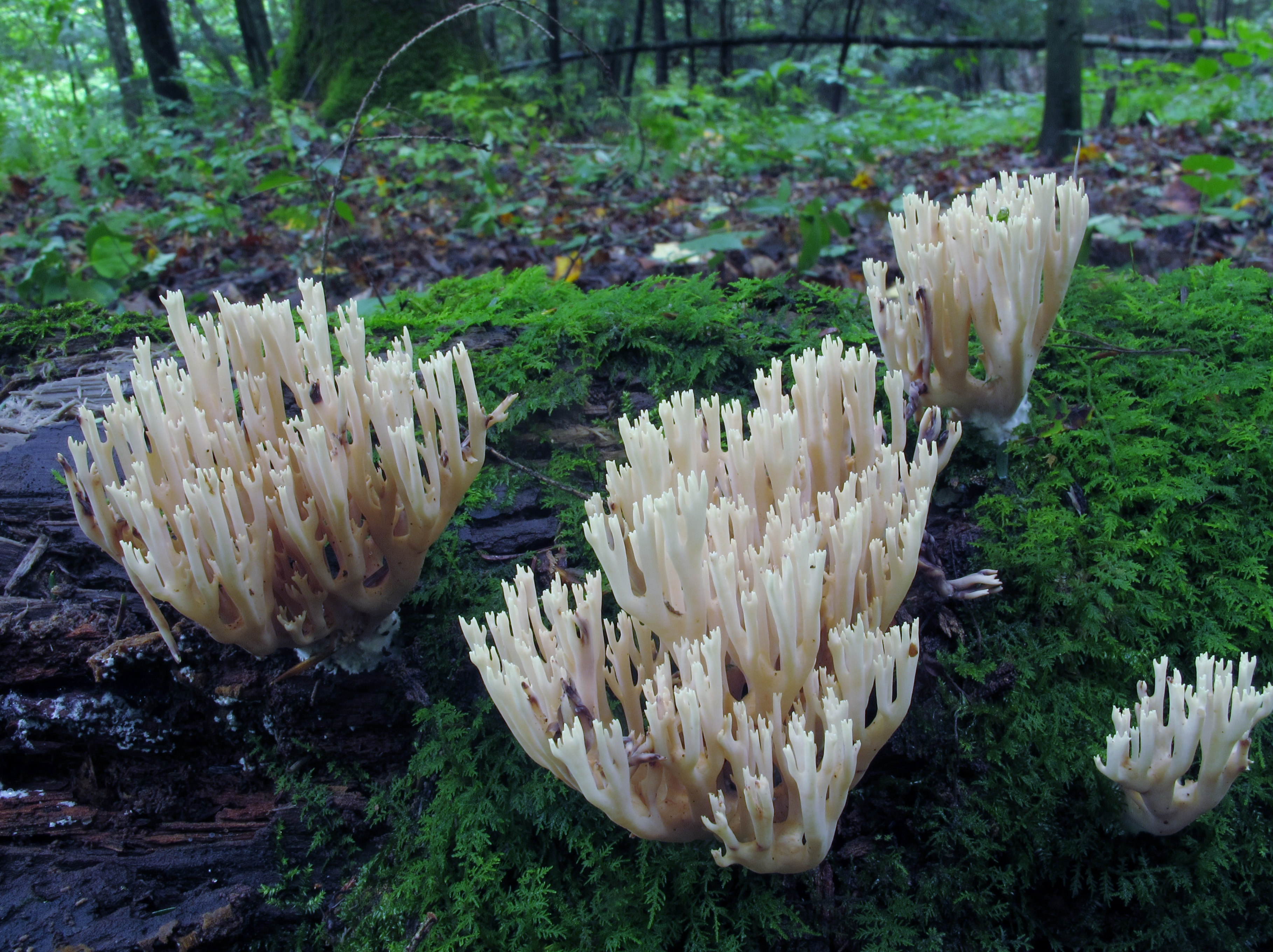
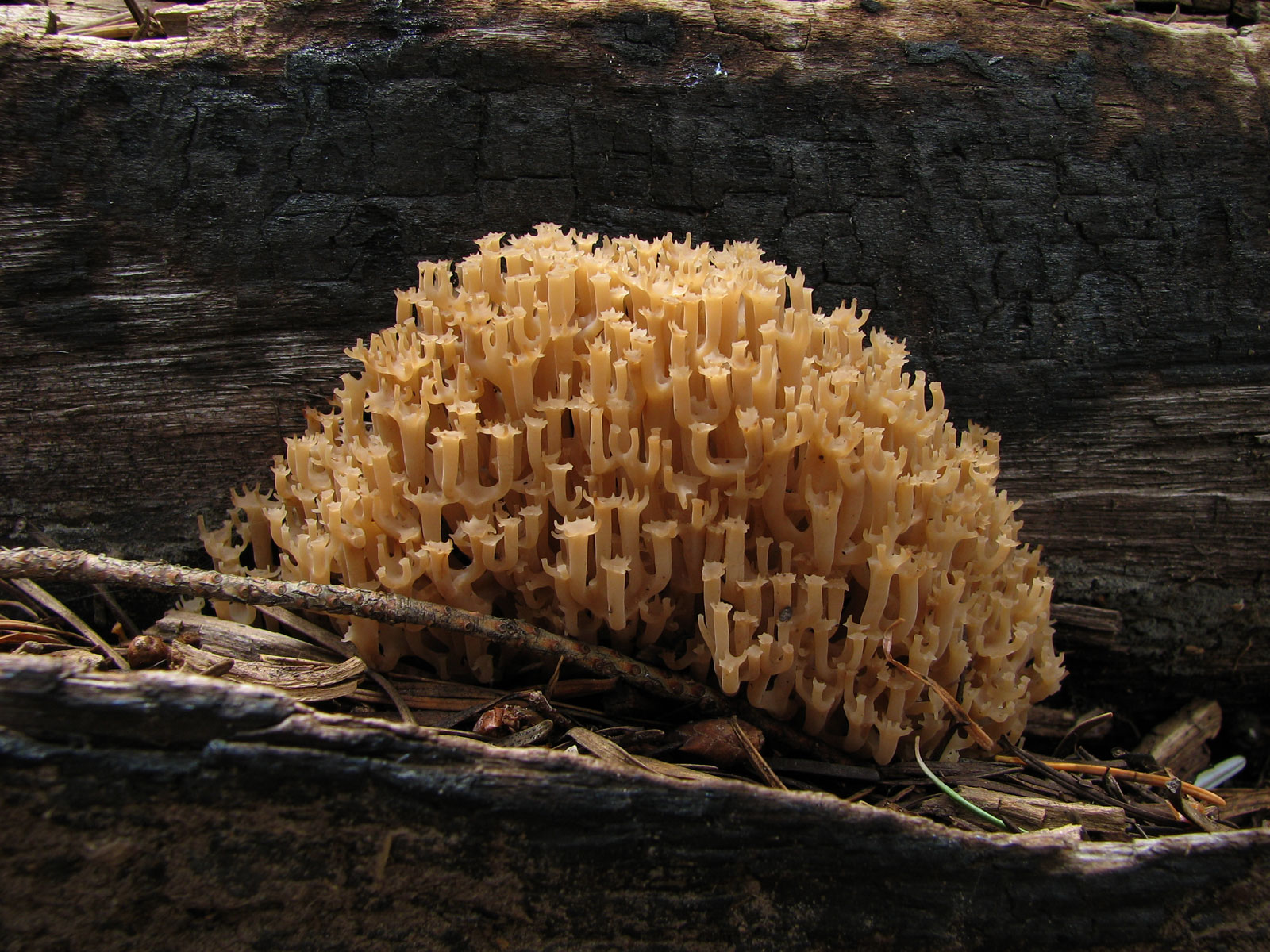
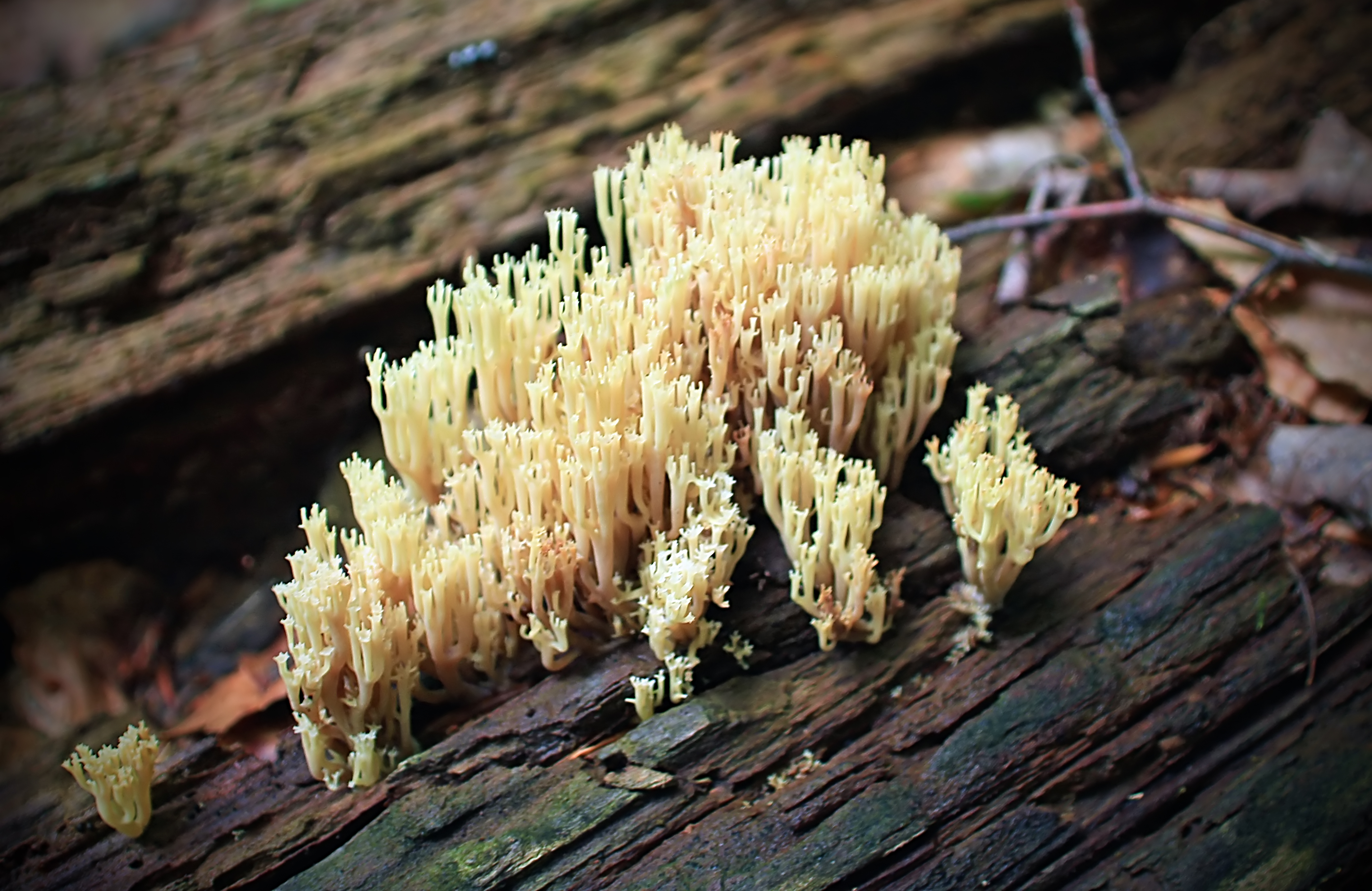
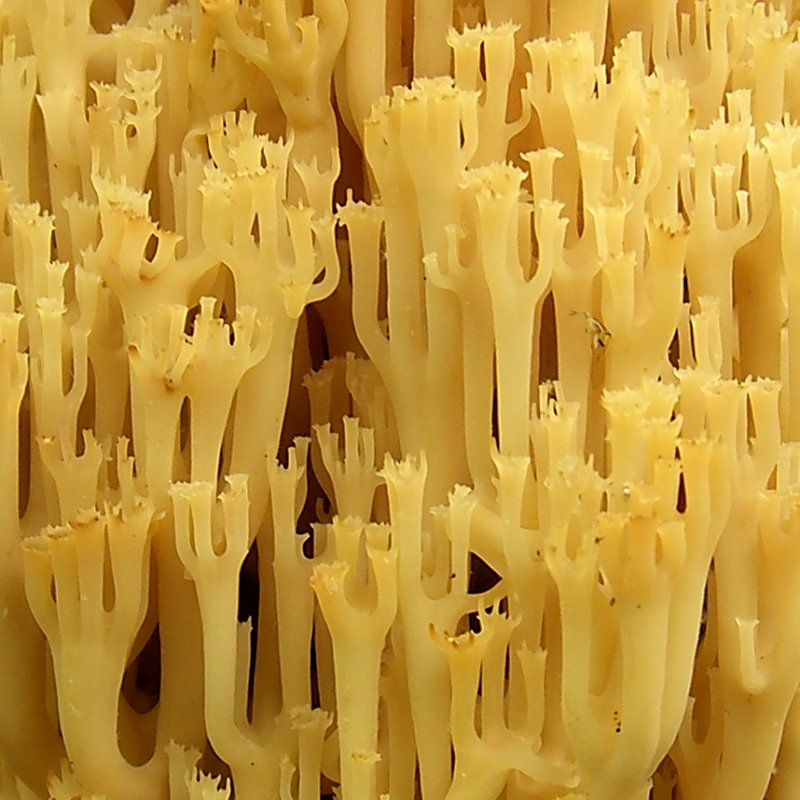